# Икитос
Ики́тос (исп. Iquitos) — город в Перу, крупнейший в перуанской Амазонии. Административный центр региона Лорето и провинции Майнас. Население Икитоса составляет 444 700 человек (2017), это шестой по численности населения город в стране. Точная дата основания города неизвестна. Исторические документы свидетельствуют о том, что он возник на месте иезуитской редукции Сан Пабло де Нуэво Напеанос, учреждённой в 1757 году на берегу реки Нанай в местах, населенных коренными народами напеано и икито.
Икитос, как и бразильские города Манаус и Белен, был одним из центров каучуковой лихорадки 1880—1914 годов. В этот период он испытал сильное европейское влияние в культуре и экономике, нашедшее отражение в памятниках истории и архитектуры. Благодаря этому сегодня Икитос превратился в важное туристическое направление, привлекающее посетителей историческим центром, амазонскими пейзажами, местной культурой, традиционной кухней, и насыщенной ночной жизнью. В 2012 году Икитос посетило более 250 тысяч туристов, и их число продолжает расти после с присвоения Амазонии статуса одного из семи чудес природы. В 2011 году Икитос занял 6 место в рейтинге «10 выдающихся городов», составленном Lonely Planet.
Икитос является крупнейшим городом на Земле, не имеющим сухопутного сообщения с другими городами (не считая дороги длиной 100 км в соседний город Наута), и связан с другими районами страны только по воде и воздуху. Расположен на равнине, окружённой реками Амазонка, Итайа и Нанай и озером Моронакоча. Наряду с Петропавловском-Камчатским и Нууком, Икитос входит в список «самых отдалённых городов мира» по версии британской газеты The Guardian.
Город состоит из четырёх районов: Икитос, Пунчана, Белен и Сан Хуан Баутиста. В Историческом центре Икитоса расположены объекты Национального культурного наследия Перу: кафедральный собор, Железный дом, здание отеля Палас, особняки XIX и начала XX века. К другим достопримечательностям относятся центральная площадь Пласа-де-Армас, проспект Хирон Просперо и район Белен, известный как «Амазонская Венеция». В городе также расположена Амазонская библиотека, включающая второе по величине собрание книг и фотографий на амазонскую тематику в Латинской Америке.
В Икитосе есть два университета и международный аэропорт. Экономику современного Икитоса формируют добывающие отрасли: лесозаготовка, рыболовство, нефтепереработка, горное дело и сельское хозяйство. Также развиты туризм, ремёсла, пивоварение, производство рома и газированных напитков. Благодаря географическому расположению, Икитос имеет важное стратегическое значение как внутренний порт, связывающий Атлантику и Тихоокеанское побережье.

## Происхождение названия

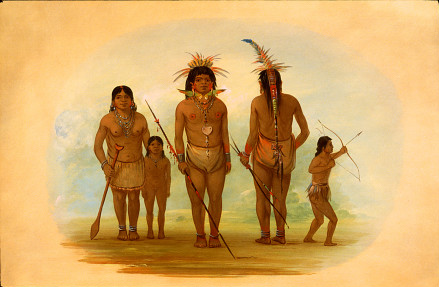
Рисунок XIX века, изображающий индейцев икито

Иезуитская редукция, давшая начало истории Икитоса, носила имя Сан Пабло де Нуэво Напеанос по названию коренной народности напеано, перемещённой вместе с племенем икито с верховьев реки Нанай. К концу XVIII века напеано покинули эту местность, и населённый пункт стал известен как «поселение икитос».
Слово икитос (iquitos) является испанизированной формой названия племени ikito. Корень ik- означал «река», «пруд» или «колодец», а также мог характеризовать удалённость или отделение. Синтез этих двух значений позволяет перевести «икито» как «люди, отделённые водой», что отражает географические особенности Амазонии.

## История
Город был основан в 1757 году как иезуитская миссия Сан-Пабло (San Pablo de Napeanos), но в 1860 году переименован был в Икитос, по названию проживавшего в его окрестностях индейского племени икито. Икитос начал расти в XIX веке после начала каучукового бума. В этот период в городе были построены величественные особняки, такие, как Железный дом (Casa del Fierro), спроектированный Гюставом Эйфелем. После появления искусственного каучука рост экономики города ощутимо замедлился.

## Экономика
Основой экономики города является сплав леса. Также развиты нефтепереработка, производство пива и рома.

## Достопримечательности

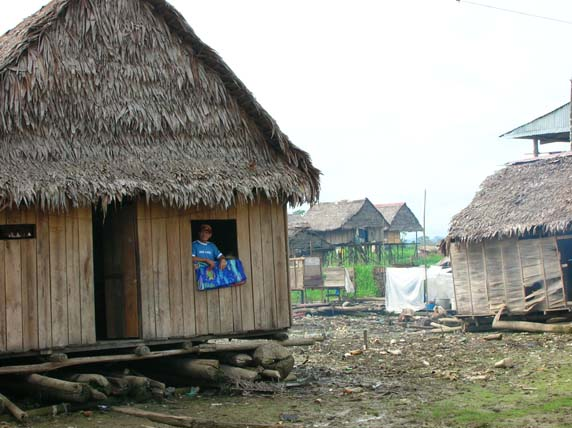
Типичный дом в Белене

- Белен — район города, являющийся типичной индейской деревней и достижимый в дождливый период только водным путём.
- Галерея художника Сесара Кальво де Араухо, уроженца соседнего города Юримагуас, изображавшего родные места и их жителей.

## Интересные факты
- В окрестностях Икитоса снимался фильм Вернера Херцога «Фицкарральдо» (1982).
- Описан в романе Марио Варгаса Льосы «Капитан Панталеон и рота добрых услуг».
- Через Икитос пролегал маршрут Эрнесто Гевары во время его путешествия по Южной Америке, описанного им в автобиографической книге «Дневники мотоциклиста»[4].
- Парфюмерный бренд Alain Delon в 1987 году выпустил мужскую туалетную воду с названием «Iquitos».

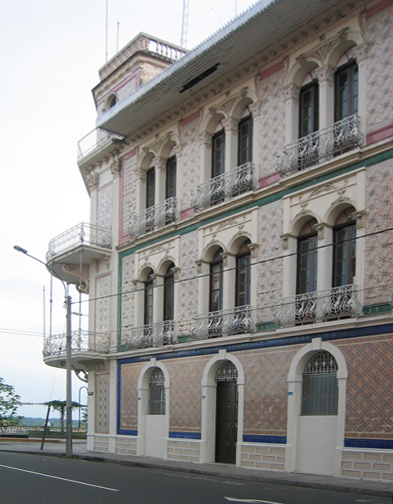
Пример архитектуры периода каучукового бума
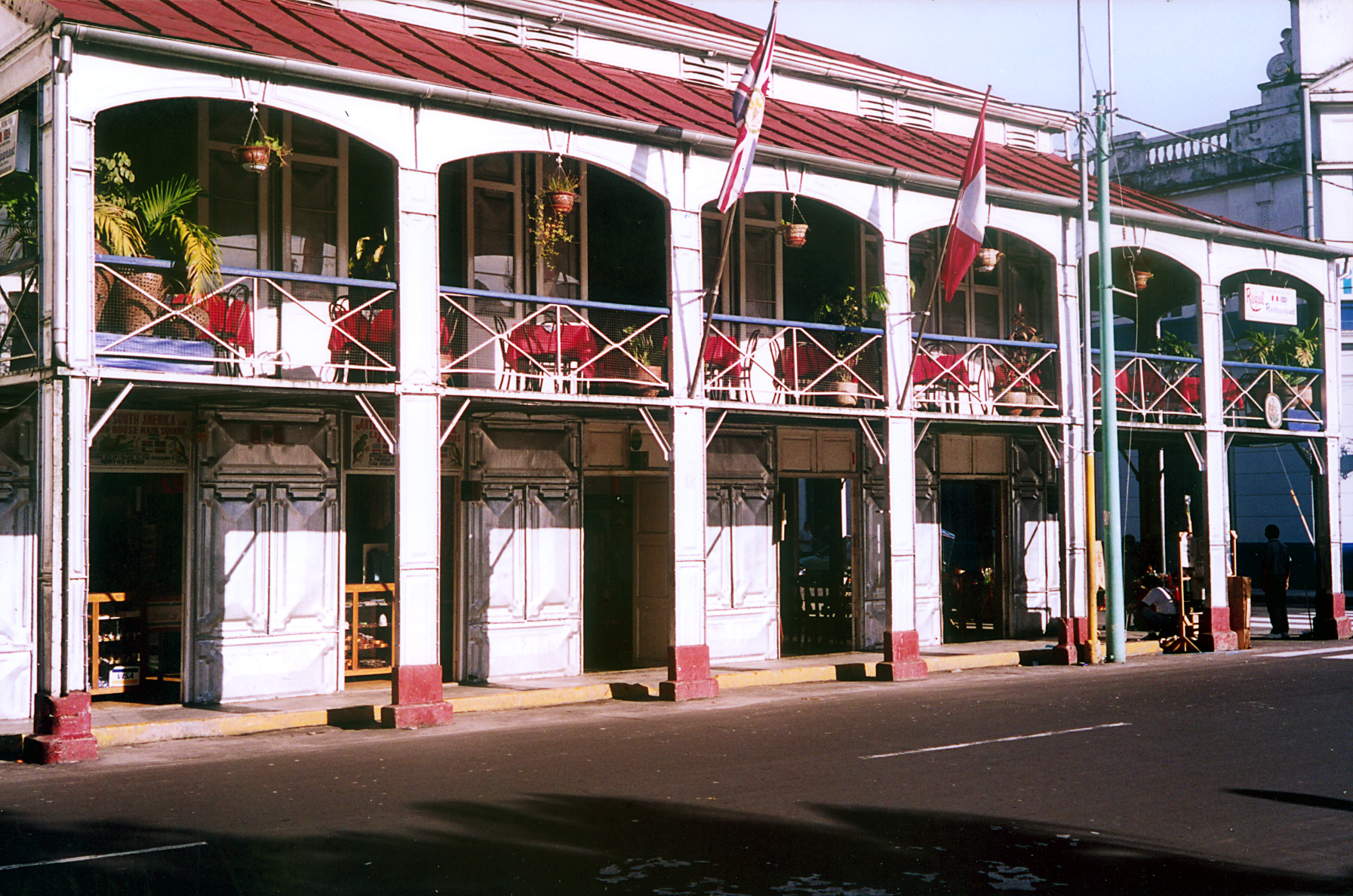
Каса дель Иерро